# Стенли Джордан
Стенли Джордан (на английски: Stanley Jordan) е американски музикант, джаз и джаз-фюжън китарист, пианист и композитор.

## Биография
Роден е в Чикаго на 31 юли 1959 г. Започва да свири на класическо пиано от 6-годишна възраст. 11-годишен се фокусира към китарата и по-късно започва да свири в рок и блус-джаз банди. През 1976 г. печели награда от джаз фестивала в Рино, Невада. през 1981 г. става бакалавър по музика от Принстънския университет, където изучава освен теория на музиката, композиция и компютърна музика.
През 1985 г. подписва звукозаписен договор с лейбъла Blue Note Records и издава албум Magic Touch, който се задържа почти година (51 седмици) на първо място в джаз класацията на Billboard.
Джордан е познат и като композитор на стартиращата мелодия на старите „МАК-ове“ Macintosh – Power Macintosh 6100, 7100 и 8100.

## Постижения и награди
Има 4 номинации за „Грами“.

## Техника на свирене
Стенли Джордан свири т. нар „two-handed tapping“  или тапинг техника с двете ръце, при която за извличането на звук от дадена нота китариста използва двете си ръце свирейки само върху грифа. Пръстите на едната ръка натискат струната към грифа зад определено прагче, за да се подготви нотата, която ще бъде изсвирена, а пръстите на другата ръка удрят, дърпат или натискат дадената струна към грифа, за да се получи звукоизвличане.
Техниката на свирене на Джордан позволява на свирещия китарист да може да свири едновременно мелодия и акорди. Възможно е също, както Джордан го демонстрира на своите концерти с тази постановка да се свири едновременно на две китара или на китара и пиано.

## Китарен строй
Стенли Джордан свири с китарен строй, който е базиран само на чисти кварти от ниските към високите струни.
Ми-Ла-Ре-Сол-До-Фа (EADGCF) за разлика от стандартния китарен строй, който е Ми-Ла-Ре-Сол-Си-Ми (EADGH(B)E).

## Дискография
Солови албуми
- Touch Sensitive, Tangent Records (1982)
- Magic Touch, Blue Note Records (1985)
- Standards, Vol. 1 (1986)
- Flying Home (1988)
- Cornucopia (1990)
- Stolen Moments (1991)
- The Blue Note Concert – VIDEO (1991)
- Bolero (1994)
- The Best of Stanley Jordan (1995)
- Stanley Jordan Live in New York (1998)
- Relaxing Music for Difficult Situations, I (2003)
- Ragas (2004)
- The Paris Concert – VIDEO (2007)
- State of Nature (2008)
- Friends (2011)

Съвместни албуми и в сътрудничество
- Duets (2015) – с Кевин Юбенкс

В проекти с други музиканти и групи
- Various Artists „One Night With Blue Note“ (1985)
- Various Artists „Total Happiness (Music from the Bill Cosby Show, Vol. 2)“ (1986)
- Стенли Кларк „Hideaway“ (1986)
- Artists Against Apartheid „Sun City“ (1986)
- Кени Роджърс „Heart of the Matter“ (1986) Песента: Morning Desire
- Various Artists „Blind Date Film Soundtrack“ (1987)
- Charnett Moffett „The Beauty Within“ (1987)
- Charnett Moffett „Net Man“ (1987)
- Rebbie Jackson „R U Tuff Enuff“ (1988)
- Dionne Warwick „Sings Cole Porter“ (1990)
- Les Paul & Friends: „He Changed The Music: LIVE At The Brooklyn Academy Of Music In New York“ – VIDEO (1991)
- Cody Moffett „My Favorite Things“ (2002)
- Ray Benson „Beyond Time“ (2003)
- Novecento, Dreams of Peace (2004)
- Will Calhoun „Native Lands“ (2005)
- Julia Jordan „Urban Legacy“ (2007)
- Charnett Moffett „Treasure“ (2010)
- Sharon Isbin „Guitar Passions“ (2011)